# Luskavec
Luskavec (znanstveno ime Lepidodendron) je izumrli rod drevesaste praprotnice. Ime Lepidodendron izhaja iz grščine lepido, scale, in dendron, drevo.
Uspeval je pred približno 300 milijoni let. Deblo je doseglo višino do 30 m in je imelo premer pri tleh do 2 m. Na vrhu je bila krošnja vej s pravimi listi in razmnoževalnimi storži, ki so vsebovali spore. Ima plitve korenine, olesenela je le skorja (ne pa korenina). Listno dno je bilo podobno luski.